# 徳川十五代史
徳川幕府とその時代については江戸幕府、江戸時代参照
徳川十五代史（とくがわじゅうごだいし）は、歴史家、内藤耻叟の著作した歴史書。
内藤は水戸藩士の家に生まれ、水戸学の会沢正志斎、藤田東湖に学ぶ。藩校弘道館の教授を経て、1886年 - 1891年には帝国大学文科大学の教授を務めている。『古事類苑』の編纂にも関与している。
『徳川十五代史』の初刊は1892年 - 1893年、現在では新人物往来社（全6巻）の版が比較的参照しやすいようである。 